# Pallavolo ai Giochi della XXXII Olimpiade - Qualificazioni al torneo maschile (CAVB)
Le qualificazioni africane di pallavolo maschile ai Giochi della XXXII Olimpiade si sono svolte dal 7 all'11 gennaio 2020 a Il Cairo, in Egitto: al torneo hanno partecipato quattro squadre nazionali africane e una si è qualificata per i Giochi della XXXII Olimpiade.

## Impianti
|                                                                                           |  |  |
|                                                                                           |  |  |
| Cairo Stadium Indoor Halls Complex Città: Il Cairo Capienza: 20 000 Anno d'apertura: 1991 |  |  |

## Regolamento

### Formula
Le squadre hanno disputato un'unica fase con formula del girone all'italiana: la prima classificata si è qualificata per i Giochi della XXXII Olimpiade.

### Criteri di classifica
Se il risultato finale è stato di 3-0 o 3-1 sono stati assegnati 3 punti alla squadra vincente e 0 a quella sconfitta, se il risultato finale è stato di 3-2 sono stati assegnati 2 punti alla squadra vincente e 1 a quella sconfitta.
L'ordine del posizionamento in classifica è stato definito in base a:
- Numero di partite vinte;
- Punti;
- Ratio dei set vinti/persi;
- Ratio dei punti realizzati/subiti;
- Risultati degli scontri diretti.

## Squadre partecipanti
- Algeria
- Botswana[1]
- Camerun
- Egitto
- Ghana[1]
- Niger[1]
- Tunisia

## Torne o

### Risultati
| 7 gennaio 2020 Cairo Stadium Complex, Il Cairo Durata: 1h:46 - Spettatori: 1 500 | Egitto  | 3 - 1 | Algeria | 25-18, 25-17, 21-25, 25-20 |
| 8 gennaio 2020 Cairo Stadium Complex, Il Cairo Durata: 1h:21 - Spettatori: 350   | Camerun | 0 - 3 | Tunisia | 20-25, 20-25, 18-25        |
| 9 gennaio 2020 Cairo Stadium Complex, Il Cairo Durata: 1h:14 - Spettatori: 200   | Camerun | 0 - 3 | Algeria | 16-25, 16-25, 17-25        |
| 9 gennaio 2020 Cairo Stadium Complex, Il Cairo Durata: 1h:36 - Spettatori: 2 500 | Egitto  | 0 - 3 | Tunisia | 27-29, 14-25, 23-25        |
| 10 gennaio 2020 Cairo Stadium Complex, Il Cairo Durata: 1h:55 - Spettatori: 150  | Tunisia | 3 - 1 | Algeria | 25-17, 25-23, 26-28, 25-18 |
| 11 gennaio 2020 Cairo Stadium Complex, Il Cairo Durata: 1h:12 - Spettatori: 200  | Camerun | 0 - 3 | Egitto  | 16-25, 18-25, 18-25        |

### Classifica
| Pos | Squadra | Pt | G | V | P | SV | SP | Ratio | PF  | PS  | Ratio |
| --- | ------- | -- | - | - | - | -- | -- | ----- | --- | --- | ----- |
| 1.  | Tunisia | 9  | 3 | 3 | 0 | 9  | 1  | 9,000 | 255 | 208 | 1,225 |
| 2.  | Egitto  | 6  | 3 | 2 | 1 | 6  | 4  | 1,500 | 235 | 211 | 1,113 |
| 3.  | Algeria | 3  | 3 | 1 | 2 | 5  | 6  | 0,833 | 241 | 246 | 0,979 |
| 4.  | Camerun | 0  | 3 | 0 | 3 | 0  | 9  | 0,000 | 159 | 225 | 0,706 |

## Classifica finale
| Pos | Squadra | Qualificazione               |
| --- | ------- | ---------------------------- |
|     | Tunisia | Giochi della XXXII Olimpiade |
|     | Egitto  |                              |
|     | Algeria |                              |
| 4   | Camerun |                              |